# 서병두 효자문
서병두 효자문은 대한민국 충청북도 영동군 황간면에 있다. 1997년 7월 4일 영동군의 향토유적 제60호로 지정되었다.

## 개요
대원군의 자손인 서병두의 효행을 기리기 위해 1898년 건립한 정문이다.